# 石棉玉山竹
石棉玉山竹（学名：Yushania lineolata）为禾本科玉山竹属下的一个种。其种加词“lineolata”意为“有线条的”。